# Meishan (Sichuan)
Meishan (眉山 ; pinyin : Méishān) est une Ville-préfecture de la province du Sichuan en Chine.

## Subdivisions administratives
La ville-préfecture de Meishan exerce sa juridiction sur six subdivisions - un district et cinq Xian :
- le district de Dongpo - 东坡区 Dōngpō Qū ;
- le xian de Renshou - 仁寿县 Rénshòu Xiàn ;
- le xian de Pengshan - 彭山县 Péngshān Xiàn ;
- le xian de Hongya - 洪雅县 Hóngyǎ Xiàn ;
- le xian de Danleng - 丹棱县 Dānléng Xiàn ;
- le xian de Qingshen - 青神县 Qīngshén Xiàn.

## Particularités
Le profil géologique qui définit la base du Mésozoïque se situe sur son territoire.